# Paullinia conduplicata
Paullinia conduplicata är en kinesträdsväxtart som beskrevs av L. Radlk.. Paullinia conduplicata ingår i släktet Paullinia och familjen kinesträdsväxter. Inga underarter finns listade i Catalogue of Life.